# Freizeitgesellschaft
Die Freizeitgesellschaft ist eine vorhergesagte, zukünftige Gesellschaft, die es dem Einzelnen erlauben wird, weit weniger zu arbeiten und dadurch wesentlich mehr Freizeit zu haben, als es heute normalerweise möglich ist.
Der Begriff der Freizeitgesellschaft ist vielfach mit Vorbehalt verwendet worden, so zum Beispiel:

„Während einst berufsbezogener, wirtschaftlicher und gesellschaftlicher Aufstieg mit individualpsychologischem Glücksempfinden harmonierte, werden für viele Menschen neben- und außerberufliche Rollen künftig noch wichtiger werden. In diesem nuancierten Sinne mag der Terminus Freizeitgesellschaft eine Bedeutung haben; genauer wäre: Gesellschaft weniger berufsbezogener Werthaltungen.“

Einerseits wird die Freizeitgesellschaft problematisiert, so wird angenommen, dass der Mangel an Motivation, höherstufige Wünsche zu verfolgen, eine Ursache für Dekadenz sein könnte. Andererseits sind Überlegungen zur Freizeitgesellschaft eng mit dem Wirtschaftsaufschwung der jungen Bundesrepublik und damit einhergehendem Wohlstand und einer steigenden Lebenserwartung verknüpft. Durch mehr Freizeitaktivitäten soll die Arbeitsbelastung ausgeglichen werden.
Während die Freizeitgesellschaft, ähnlich wie in der Antike, zu einem Anstieg des Interesses an der Politik führen könnte, ist eine panem-et-circenses-Mentalität beklagt worden, dass nämlich die Zeit zu mehr Zerstreuung genutzt wird. So hat z. B. die Ausweitung der Sportberichterstattung dazu geführt, dass wichtige politische oder gesellschaftliche Fragen in den Massenmedien in den Hintergrund gedrängt werden.
Eine potenziell auf die Freizeitgesellschaft folgende Gesellschaftsform, in der das Nachgehen einer festen Erwerbsarbeit aufgrund von Automatisierung weitgehend obsolet geworden ist, ist die Post-Arbeitsgesellschaft.